# La Coma (Rivert)
La Coma és una coma del terme municipal de Conca de Dalt, en terres de l'antic municipi de Toralla i Serradell, al Pallars Jussà, en l'àmbit del poble de Rivert.
Està situada al sud-est de Rivert, a l'esquerra del barranc de Rivert i al sud-oest de la Carretera de Rivert, que discorre per la seva part superior. Està situada a ponent de les Feixes, al nord-oest de Llaunes i dels Oms, a llevant de l'Ínsula i al sud-est dels Serboixos.